# Hedy Louise Lotherington
Hedy Louise Lotherington, född 10 juli 1927 i Zürich, är en schweizisk-norsk tecknare och grafiker.
Lotherington, som är bosatt i Norge sedan 1950, är representerad i Nasjonalmuseet/Nasjonalgalleriet med raderingar, abstraktioner med ett sirligt, subtilt linjespel.